# Hylaeus cornutus
Hylaeus cornutus ist eine solitäre Wildbienenart aus der Familie der Colletidae. Sie gehört zur Gattung der Maskenbienen und fliegt in einer Generation in Deutschland von Anfang Juni bis Ende August. Auf Deutsch wird sie manchmal „Gehörnte Maskenbiene“ genannt.

## Merkmale

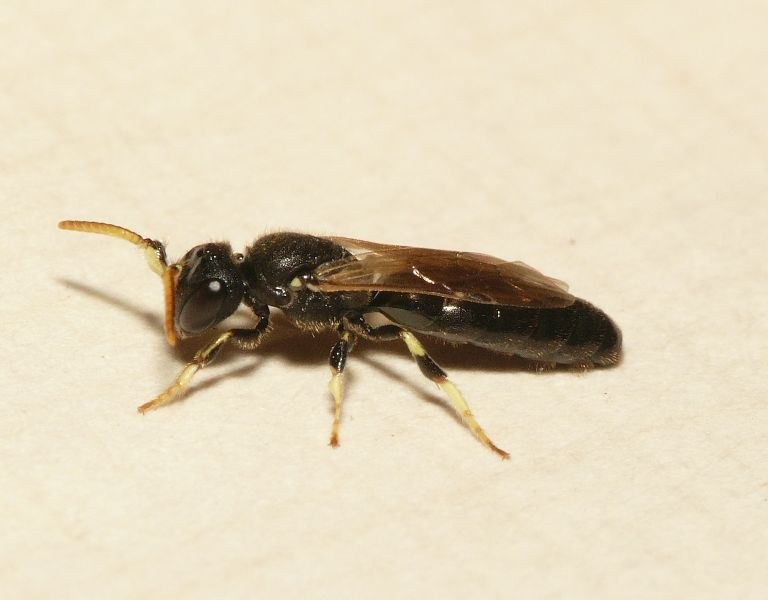
Hylaeus cornutus, Männchen

Hylaeus cornutus ist eine kleine, weitgehend schwarze Biene, die nur schütter behaart ist und auch keine Sammelbehaarung aufweist (der Pollen wird bei dieser Gattung im Kropf transportiert). Es befinden sich zwei Cubitalzellen im Vorderflügel und der Rüssel ist kurz. Sie ist 6 bis 8 mm groß, die Weibchen haben als auffälliges und namengebendes Merkmal, einen gewölbten Clypeus, der seitlich zwei spitze Fortsätze hat. Die Männchen haben einen sehr breiten, vorne gelben Führerschaft, ansonsten ist das Gesicht schwarz, die Vorderbeine sind großteils gelb.

## Verbreitung und Lebensraum
Hylaeus cornutus ist im Mittelmeerraum und Mitteleuropa weit verbreitet. Sie kommt in Nordafrika von Marokko bis Tunesien sowie in Ägypten und Israel vor, sowie in Sizilien, Kreta und Zypern. In Mitteleuropa ist sie nach Norden bis Südengland und nach Osten bis Russland und in der Ukraine, in der Türkei, in Syrien und bis zum Kaukasus verbreitet.
In Deutschland ist H. cornutus aus allen Bundesländern gemeldet, außer Schleswig-Holstein und Mecklenburg-Vorpommern und sie wurde kürzlich in Hamburg neu nachgewiesen. In Österreich ist sie in allen Bundesländern außer Tirol, Vorarlberg und Kärnten zu finden. Aus der Schweiz ist sie nur von wenigen Stellen bekannt.
Die Art kommt an sonnenexponierten Stellen, an Waldsäumen, in blütenreichem Grünland, an Bahn- und Hochwasserdämmen vor. Sie gilt als expansiv und ist vor allem an trockenwarmen Stellen zu finden.

## Lebensweise
Hylaeus cornutus nistet in dürren Pflanzenstängeln von Brombeere, Beifuß, Ampfer und anderen Pflanzen. Sie kann aber auch in verlassenen Gallen von Mannstreu oder, selten, in Löchern in Lößwänden ihre Nester bauen. Die Weibchen sammeln Pollen von verschiedenen Blüten, sind also polylektisch, auch die Männchen werden an verschiedenen Blüten angetroffen.
Wozu die eigenartigen Vorsprünge des Clypeus beim Weibchen genutzt werden, ist nicht klar, sie scheinen jedenfalls keine Rolle beim Pollensammeln oder Transport zu spielen.